# Endosimbiosis seriada

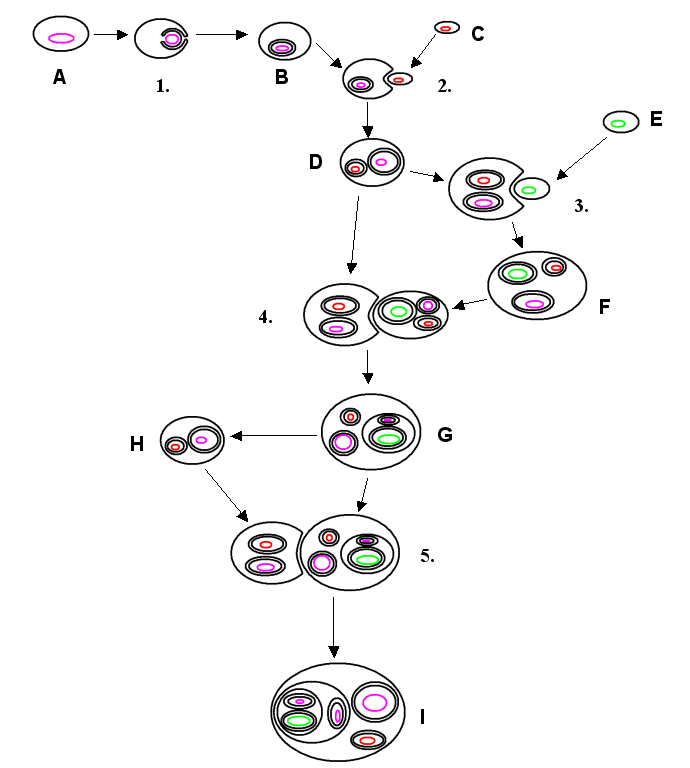
Origen de las algas por endosimbiosis seriada.

La endosimbiosis seriada (Serial Endosymbiosis Theory) o teoría endosimbiótica describe la aparición de las células eucariotas o eucariogénesis como consecuencia de la sucesiva incorporación simbiogenética de diferentes procariotas de vida libre (bacterias aerobias y arqueas); tres incorporaciones en el caso de las células animales y de hongos, y cuatro en el caso de las células vegetales.
El proceso de endosimbiosis seriada fue propuesto por Lynn Margulis en diferentes artículos y libros: On the origin of mitosing cells (1967), Origins of Eukaryotic Cells (1975) y Symbiosis in Cell Evolution (1981), llegándose a conocer por el acrónimo inglés SET (Serial Endosymbiosis Theory). En la actualidad se acepta que las células eucariotas surgieron como consecuencia de los procesos simbiogenéticos descritos por Margulis, una vez que ha quedado demostrado el origen simbiogenético de las mitocondrias y los cloroplastos de los eucariontes.
Lynn Margulis publicó un artículo en The Biological Bulletin en el que igualmente postuló la posible incorporación simbiótica de una espiroqueta para formar los flagelos y cilios de los eucariontes. Incluso, sostiene que podrían tener el mismo origen los filamentos o fibras del huso mitótico que hacen posible la división celular o mitosis. Ante estas teorías actualmente hay discrepancias. La teoría de la endosimbiosis seriada no debe ser confundida con su posterior Teoría simbiogenética; la cual no es apoyada por la comunidad científica

## Antecedentes del origen simbiogenético de las eucariotas

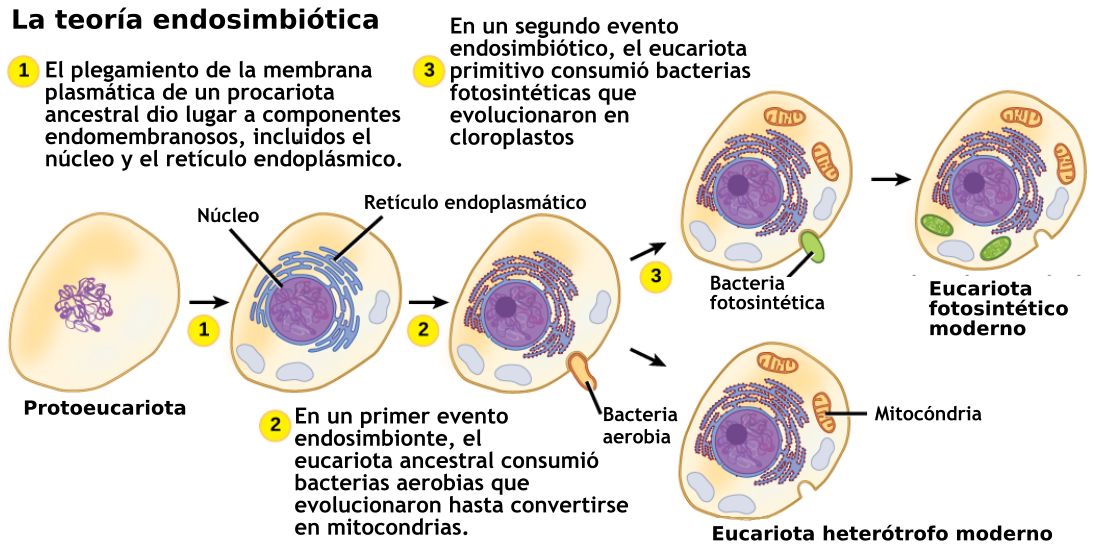
Teoría endosimbiótica. El primer eucariota puede haberse originado a partir de un procariota ancestral que había experimentado una proliferación de membranas, una compartimentación de la función celular (en un núcleo, lisosomas y un retículo endoplásmico) y el establecimiento de relaciones endosimbióticas con un procariota aeróbico y, en algunos casos, un procariota fotosintético, para formar mitocondrias y cloroplastos, respectivamente.

En 1883, el botánico y fitogeógrafo francés, Andreas Schimper propuso que la capacidad fotosintética de las células vegetales podía proceder de cianobacterias aún presentes en la naturaleza y con iguales capacidades.
A principios del siglo XX, en 1909, el ruso Konstantin S. Mereschovky presentó la hipótesis según la cual el origen de los cloroplastos tendría su origen en procesos simbióticos.

Las teorías de Margulis fueron prefiguradas ya en el siglo XIX por el naturalista ruso Konstantin Merezhkovsky (1855-1921). Este científico olvidado, que nació antes de la publicación de El origen de las especies y tenía ya 27 años cuando murió Darwin, fue el primer autor que propuso la extravagante idea de la simbiogénesis, según la cual algunos órganos, e incluso algunos organismos, no surgían en la evolución por el gradual mecanismo de la selección natural, sino mediante asociaciones simbióticas entre una especie animal o vegetal y algún tipo de microbio. Merezhkovsky llegó a postular que el núcleo de la célula eucariota provenía de un antiguo microorganismo, lo que posiblemente es erróneo, al menos dicho así, sin más matices. En cualquier caso, sus ideas no tuvieron la menor repercusión.
Javier Sampedro, Deconstruyendo a Darwin.

Merezhkovsky llegó a proponer que el núcleo de las células eucariotas tuvo su origen en una bacteria de vida libre (lo que hoy se considera erróneo) pero que lo convierte en uno de los primeros en proponer el origen simbiótico de las células eucariotas. Los trabajos de Merezhkovsky pasaron inadvertidos. Años después, Ivan Wallin (anatomista estadounidense) llegó a la misma conclusión, publicando en 1927 el libro Simbiosis y el origen de las especies. En este caso, sus conclusiones fueron tenidas por absurdas, costándole su prestigio profesional.
En Francia, el biólogo Paul Portier, en 1918, también llegó a conclusiones parecidas sobre el origen simbiótico de las eucariotas. En este caso, Portier sufrió los ataques del entonces influyente microbiólogo August Lumiére.
Estos trabajos, minusvalorados en su tiempo, permanecieron olvidados hasta que Margulis, apoyándose en ellos, poniendo énfasis en las capacidades de las bacterias y la potencialidad de la simbiosis, formulara en 1967 la teoría endosimbiótica.

## La teoría

Modelos quiméricos del origen de Eukarya. Arriba: 1-Fusión, 2-Simbiosis, 3-Ingestión y endosimbiosis. Abajo: Teoría de la endosimbiosis en serie: 4-Fusión de una arquea y una espiroqueta, 5-Adquisición de mitocondrias. 6-Adquisición de cloroplastos.

La actual teoría de la endosimbiosis seriada, acepta tres de cuatro pasos propuestos por Lynn Margulis, y describe el paso de las células procariotas (eubacterias o arqueas, no nucleadas) a las células eucariotas (células nucleadas constituyentes de todos los pluricelulares) mediante incorporaciones simbiogenéticas.
La teoría de la Endosimbiosis seriada describe este paso en una serie de tres incorporaciones mediante las cuales, por la unión simbiogenética de bacterias, se originaron las células que conforman a los individuos de los otros cuatro reinos (protistas, animales, hongos y plantas).
Hace unos 2000 millones de años, en el periodo orosírico (2050 a 1800 millones de años ha) cuando según estimaciones moderadas surgieron las células eucariotas (el Grypania es datado entre 1850 y 2100 millones de años ha,,, y el fósil más antiguo confirmado como eucariota, el Shuiyousphaeridium macroreticulatum de Ruyang, China, data de ~1600–1800 millones de años, pero no parece razonable esperar que hayamos hallado fosilizados precisamente los eucariotas iniciales y, además, la presencia de esteranos —que son biomarcadores con núcleo de ciclopentanoperhidrofenantreno— en esquistos bituminosos australianos sugieren que los eucariotas, o su grupo troncal, ya estaban presentes en los sedimentos que compusieron esos esquistos hace 2700 millones de años,), la vida la componían multitud de bacterias diferentes, adaptadas a los diferentes medios. Lynn Margulis destacó también, la que debió ser una alta capacidad de adaptación de estas bacterias al cambiante e inestable ambiente de la Tierra en aquella época. Hoy se conocen más de veinte metabolismos diferentes usados por las bacterias frente a los dos utilizados por los pluricelulares: el aeróbico, que usa el oxígeno como fuente de energía –único metabolismo utilizado por los animales– y la fotosíntesis –presente en las plantas–. Para Lynn Margulis, tal variedad revela las dificultades a las que las bacterias se tuvieron que enfrentar y su capacidad para aportar soluciones a esas dificultades.

A mediados de los sesenta, Margulis formuló lo que se conoce como «Teoría de la endosimbiosis Cherial», que propone que la primera célula eucariota de la Tierra, aquella célula de la que provenimos todos los animales y las plantas, se formó mediante la fusión de tres bacterias preexistentes completas, con los genes de cada una incluidos, por supuesto. Una de esas bacterias aportó los andamios de microtúbulos, otra ciertas capacidades metabólicas peculiares y la tercera (que se sumó más tarde a las otras dos) se convirtió en las actuales mitocondrias. Esa célula eucariota primigenia empezó a proliferar, y una de sus descendientes sufrió aún otra experiencia traumática:
se tragó a una bacteria fotosintética de la que provienen los actuales cloroplastos.
Javier Sampedro, Deconstruyendo a Darwin.

### Primera incorporación simbiogenética
Hipótesis original de Margulis:

En primer lugar, un tipo de bacteria amante del dióxido de carbono y del calor, llamada arqueobacteria anaerobia (o termoacidófila), se fusionó con una bacteria nadadora. Juntos, los dos componentes integrados de la fusión se convirtieron en el nucleocitoplasma, la sustancia base de los ancestros de las células animales, vegetales y fúngicas. Este temprano protista nadador era, como sus descendientes actuales, un organismo anaerobio. Envenenado por el oxígeno, vivía en arenas y lodos donde abundaba la materia orgánica, en grietas de las rocas, en charcos y estanques donde este elemento estaba ausente o era escaso.
Lynn Margulis, Una revolución en la Evolución, Cap.: Individualidad por incorporación.

Una bacteria consumidora de azufre, que utilizaba el azufre y el calor como fuente de energía (arquea fermentadora o termoacidófila), se habría fusionado con una bacteria nadadora (espiroqueta) habiendo pasado a formar un nuevo organismo y sumaría sus características iniciales de forma sinérgica (en la que el resultado de la incorporación de dos o más unidades adquiere mayor valor que la suma de sus componentes). El resultado sería el primer eucarionte (unicelular eucariota) y ancestro único de todos los pluricelulares. El nucleoplasma y flagelo de las células de animales, plantas y hongos sería el resultado de la unión de estas dos bacterias.
A las características iniciales de ambas células se le sumaría una nueva morfología más compleja con una nueva y llamativa resistencia al intercambio genético horizontal. El ADN quedaría confinado en un núcleo interno separado del resto de la célula por una membrana.

#### Discrepancias y teorías alternativas de esta etapa
Sobre este primer paso, al día de hoy, aun existen discrepancias en cómo sucedió (según la hipótesis de Margulis), y no existe consenso científico por la comunidad científica. A finales de los años ochenta y principio de los noventa diversos trabajos no admitían las homologías propuestas entre los flagelos de los eucariontes y de las espiroquetas. Margulis defiende que las asociaciones entre espiroquetas y protistas apoyan su teoría, y "la comparación de genes y genomas arqueobacterianos con secuencias de eucariontes han demostrado la relación filogenética de ambos grupos". No obstante, desde su formulación por Margulis, han surgido innumerables interrogantes y nuevas teorías sobre cómo sucedió esta etapa. Margulis admitió que este es el punto de su teoría con más dificultades para defenderse y Antonio Lazcano, en 2002, previene que para comprender el origen de este primer paso, se acepte o no su origen simbiogenético, "es indispensable secuenciar no sólo los genomas de una gama representativa de protistas sino también reconocer la importancia del estudio de la biología de estos organismos".
Ya en los años 20 surgió, como alternativa al origen simbiogenético de este primer paso, la hipótesis de que éste se hubiese producido mediante invaginaciones, propuesta que no contradice el paradigma neodarwiniano y que, aún hoy, se considera plausible por amplios sectores del mundo académico.
Recurrentemente se han propuesto diferentes hipótesis, también simbiogéneticas, en las que el propio núcleo sería resultado de la incorporación de otro simbionte, como en el caso de las mitocondrias y los cloroplastos. Incluso actualmente se ha propuesto para la formación del núcleo una endosimbiosis de una célula con un virus (teoría de la eucariogénesis viral).

### Segunda incorporación simbiogenética
Hipótesis original de Margulis:

Después de que evolucionara la mitosis en los protistas nadadores, otro tipo de microorganismo de vida libre fue incorporado a la fusión: una bacteria que respiraba oxígeno. Surgieron células todavía más grandes, más complejas. El triplemente complejo respirador de oxígeno (amante del calor y del ácido, nadador y respirador de oxígeno) se volvió capaz de engullir alimento en forma de partículas. Estas células con núcleo, seres complejos y asombrosos que nadaban y respiraban oxígeno, aparecieron por primera vez sobre la Tierra quizá tan pronto como hace unos 2.000 millones de años.

Esta segunda fusión, en la que el anaerobio nadador adquirió un respirador de oxígeno, condujo a células con tres componentes cada vez más preparadas para soportar los niveles de dióxido de carbono libre que se acumulaban en el aire. Juntos, el delicado nadador, la arqueobacteria tolerante al calor y al ácido y el respirador de oxígeno, formaban ahora un único y prolífico individuo que produjo nubes de prole.
 Margulis, Una revolución en la Evolución, Cap.: Individualidad por incorporación.

Se postula que existía un organismo con núcleo que todavía era anaeróbico, incapaz de metabolizar el oxígeno, ya que este gas suponía un veneno para él, por lo que viviría en medios donde este oxígeno, cada vez más presente, fuese escaso. En este punto, una nueva incorporación dotaría a este primigenio eucarionte de la capacidad para metabolizar oxígeno. Este nuevo endosimbionte, originariamente bacteria respiradora de oxígeno de vida libre, se convertiría en las actuales mitocondrias y peroxisomas presentes en las células eucariotas de los pluricelulares, posibilitando su éxito en un medio rico en oxígeno como ha llegado a convertirse el planeta Tierra. Los animales y hongos somos el resultado de esta incorporación.

### Tercera incorporación simbiogenética
Hipótesis original de Margulis:

En la adquisición final de la serie generadora de células complejas, los respiradores de oxígeno engulleron, ingirieron, pero no pudieron digerir bacterias fotosintéticas de color verde brillante. La «incorporación» literal tuvo lugar tras una gran lucha en la que las bacterias verdes no digeridas sobrevivieron y la fusión completa prevaleció. Con el tiempo las bacterias verdes se convirtieron en cloroplastos (paso 4, figura 1.1). Como cuarto miembro, estos productivos amantes del sol se integraron con los demás socios anteriormente independientes. Esta fusión final dio lugar a las algas verdes nadadoras. Estas antiguas algas verdes nadadoras no sólo son los ancestros de las células vegetales actuales; todos sus componentes individuales todavía están vivos y en buena forma, nadando, fermentando y respirando oxígeno.
 Margulis, Una revolución en la Evolución, Cap.: Individualidad por incorporación.

Esta tercera incorporación originó el Reino vegetal, las recientemente adquiridas células respiradoras de oxígeno fagocitarían bacterias fotosintéticas y algunas de ellas, haciéndose resistentes, pasarían a formar parte del organismo, originando a su vez un nuevo organismo capaz de sintetizar la energía procedente del Sol. Estos nuevos pluricelulares, las plantas, con su éxito, contribuyeron y contribuyen al éxito de animales y proceritotas.
En la actualidad permanecen las bacterias descendientes de aquellas que debieron, por incorporación, originar las células eucariotas; así como aquellos protistas que no participaron en alguna de las sucesivas incorporaciones.

## Presentación y alcance de la teoría
Margulis presentó en 1967 su teoría sobre el origen de las células eucariotas mediante un artículo en la revista Journal of Theoretical Biology: «Origin of Mitosing Cells».
Antes, diferentes trabajos sobre esa misma teoría le habían sido rechazados en quince ocasiones y fue la directa intervención de su editor James F. DaNelly lo que posibilitase al fin su publicación.
Max Taylor, especializado en protistas, profesor de la Universidad de British Columbia, la bautizó con el acrónimo SET (Serial Endosymbiosis Theory), nombre por el que hoy es conocida.
Margulis también tuvo problemas para publicar un segundo texto más extenso ya en forma de libro: Origin of Eukaryotic Cells, el que en 1970 publicara Yale University Press.

Quien no se dedique a la ciencia profesional pensará que, cuando un investigador tiene una idea de ese tipo, le resultará más o menos fácil encontrar un editor que quiera publicársela en una revista técnica. Aunque sólo sea para que otros investigadores la lean y la refuten en el siguiente número. Pero no es así, ni siquiera cuando se trata de ideas más convencionales. En el caso de Margulis, encima, la idea era una absoluta herejía, y sus escasos precedentes, sobre ser arcaicos, no habían causado más que la ruina científica de sus proponentes. cuando no la burla general. El manuscrito fue rechazado quince veces por varias revistas, y sólo pudo publicarse en 1967. tras casi dos años de peregrinación, en el Journal of Theoretical Biology, una especie de último recurso para científicos desesperados (lo cual no le resta un ápice de interés a la revista. como demuestra este caso). […] Dos años después de la publicación de su artículo, Margulis se animó a extender su teoría en un libro y mandó el manuscrito a la prestigiosa editorial de Nueva York Academic Press. La editorial, como es costumbre, dio a leer el texto a terceros expertos, y su dictamen fue tan radicalmente negativo que, tras retener el manuscrito durante cinco meses, se lo devolvió a la autora sin pedir ni perdón.
Javier Sampedro

Margulis apoyó su teoría en numerosos datos sobre bioquímica y morfología (investigaciones de otros científicos y de ella misma), también la apoyó en datos paleontológicos y presentó un proceso coherente valiéndose de los descendientes (aún entre nosotros) de aquellas bacterias que plausiblemente lo protagonizaron.
En el momento en que Margulis presenta su teoría, la biología evolutiva estudiaba mayoritariamente a los animales y plantas, y las bacterias solo eran del interés de una rama de la medicina: la bacteriología médica. Y únicamente algunos protozoos y hongos eran clasificados por diversos botánicos erróneamente como plantas.
En este contexto, su trabajo es inicialmente rechazado por el consenso científico de esa época; el paso de procariotas a eurocariotas no entrañaba ningún problema especial de comprensión, y se consideraba que: al igual que una especie puede aumentar paulatinamente de tamaño, aumentar su complejidad y adquirir nuevas funcionalidades también paulatinamente; los procariotas habrían aumentado su tamaño, aumentado su complejidad y adquirido nuevas funcionalidades, todo paulatinamente y como consecuencia de errores en la replicación de su ADN.
La primera teoría alternativa a la endosimbiosis seriada formulada por Margulis la postuló Max Taylor (Universidad British Columbia) a principios de los años setenta. Una teoría basada en el modelo darwinista y que bautizó con el nombre de "filiación directa"; siendo esta teoría posteriormente descartada a favor de la endosimbiosis seriada, para la adquisición de las mitocondrias y cloroplastos en las células eucariotas.

La teoría de Taylor, un buen ejemplo de la resistencia heroica del neodarwinismo a aceptar cualquier cosa que no encaje en sus preconcepciones, quedó refutada al poco de formularse, cuando se comprobó que el ADN de las mitocondrias y los cloroplastos es mucho más parecido al material genético de las bacterias que al del genoma nuclear eucariota. El mundo académico se vio forzado a aceptar la parte de la teoría de Margulis que hoy se enseña en todos los libros de texto: que las mitocondrias y los cloroplastos provienen, por simbiosis, de antiguas bacterias de vida libre. La idea convencional, sin embargo, persiste aún gracias a que la teoría de Margulis se suele presentar en una versión edulcorada que no capta el fondo de la cuestión.
 Javier Sampedro

Sin embargo aunque se aceptó el origen de las mitocondrias y cloroplastos formuladas por Lynn Margulis, la Mahler, en 1972, rechazó que las espiroquetas y el aparato mitótico fuesen consecuencia de procesos simbióticos considerando que "tanto la síntesis de las proteínas dirigida por el núcleo como la síntesis proteica dirigida por las mitocondrias, así como otras actividades metabólicas se deben a presiones selectivas divergentes". En 1975 Bogart formuló otra hipótesis según la cual, "todo el ADN de las células eucariotas se encontraba originariamente en el área nuclear, rodeado quizás por una membrana nuclear común y posteriormente se separaron bloques de genes procedentes de protonúcleo y se rodearon de sus propias membranas, con lo cual se formaron los plástidos y las mitocondrias".  Desde las investigaciones basadas en la actual teoría de la síntesis evolutiva moderna (neodarwinismo), la capacidad motora de las eucariotas (el cual no está demostrado su origen simbiogenético) se considera producto de mutaciones al azar.
Es así como la SET necesitó treinta años para ser aceptada (solo en parte) mayoritariamente como plausible, cuando se ha considerado demostrada fehacientemente la incorporación de tres de los cuatro simbiontes que Margulis propuso como componentes de los eucariotas  (la adquisición de bacterias nadadoras no se considera probada).

Hoy me sorprende ver cómo en los institutos y en los textos universitarios se enseña una versión diluida, como si se tratara de una verdad descubierta. Encuentro, para mi desgracia aunque no para mi sorpresa, que la exposición es dogmática, lleva a la confusión, no está argumentada con lógica, y con frecuencia es francamente incorrecta
Margulis, Planeta Simbiótico.

Desde entonces en la biología evolutiva se han ofrecido numerosas teorías alternativas para la aparición de otros orgánulos.
Para Margulis el origen del núcleo se debe a la interacción de los dos primeros simbiontes que elaborarían esas membranas a modo de barrera que impidiera su total fusión. Existen otras teorías del origen simbiogenético de las eucariotas que también incluyen el núcleo celular, similarmente como en la teoría expuesta por Margulis. Timan Hartman del Ames Research Center de la NASA y Radney Gupta de la Universidad MacMaster defienden ese origen simbiótico del núcleo, pero mediante pasos y procesos diferentes a los defendidos por Margulis. Igualmente destaca otra teoría endosimbiótica del núcleo conocida como eucariogénesis viral, la cual afirma que el núcleo surgió por la infección de un antepasado procariota por un gran virus de ADN (posiblemente de un Virus nucleocitoplasmáticos de ADN de gran tamaño).
Margulis no se limitó a formular la SET, la Endosimbiosis Seriada, teoría que describe quizá el más importante hito de la evolución de la vida; desde entonces, intentó extender el alcance de la simbiogénesis a otros ámbitos de la Evolución: la especiación y la adquisición de caracteres y órganos de los organismos (Teoría simbiogenética).

### Argumentos a favor
La evidencia de que las mitocondrias y los plastos surgieron a través del proceso de endosimbiosis son las siguientes:
- El tamaño de las mitocondrias es similar al tamaño de algunas bacterias.
- Las mitocondrias y los cloroplastos contienen ADN bicatenario circular cerrado covalentemente —al igual que los procariotas— mientras que el núcleo eucariota posee varios cromosomas bicatenarios lineales.
- Están rodeados por una doble membrana, lo que concuerda con la idea de la fagocitosis: la membrana interna sería la membrana plasmática originaria de la bacteria, mientras que la membrana externa correspondería a aquella porción que la habría englobado en una vesícula.
- Las mitocondrias y los cloroplastos se dividen por fisión binaria al igual que los procariotas (los eucariotas lo hacen por mitosis). En algunas algas, tales como Euglena, los plastos pueden ser destruidos por ciertos productos químicos o la ausencia prolongada de luz sin que el resto de la célula se vea afectada. En estos casos, los plastos no se regeneran.
- En mitocondrias y cloroplastos los centros de obtención de energía se sitúan en las membranas, al igual que ocurre en las bacterias. Por otro lado, los tilacoides que encontramos en cloroplastos son similares a unos sistemas elaborados de endomembranas presentes en cianobacterias.
- En general, la síntesis proteica en mitocondrias y cloroplastos es autónoma.
- Algunas proteínas codificadas en el núcleo se transportan al orgánulo, y las mitocondrias y cloroplastos tienen genomas pequeños en comparación con los de las bacterias.Esto es consistente con la idea de una dependencia creciente hacia el anfitrión eucariótico después de la endosimbiosis. La mayoría de los genes en los genomas de los orgánulos se han perdido o se han movido al núcleo. Es por ello que transcurridos tantos años, hospedador y huésped no podrían vivir por separado.
- En mitocondrias y cloroplastos encontramos ribosomas 70s, característicos de procariotas, mientras que en el resto de la célula eucariota los ribosomas son 80s.
- El análisis del RNAr 16s de la subunidad pequeña del ribosoma de mitocondrias y plastos revela escasas diferencias evolutivas con algunos procariotas.
- Una posible endosimbiosis secundaria (es decir, implicando plastos eucariotas) ha sido observado por Okamoto e Inouye (2005). El protista heterótrofo Hatena se comporta como un depredador e ingiere algas verdes, que pierden sus flagelos y citoesqueleto, mientras que el protista, ahora un anfitrión, adquiere nutrición fotosintética, fototaxia y pierde su aparato de alimentación.

Las bacterias, fusionadas en simbiosis, nos dejan pistas de su anterior independencia. Tanto las mitocondrias como los plastos son bacterianos en su tamaño y forma. Todavía más importante es que estos orgánulos se reproducen de manera que hay muchos presentes a la vez en el citoplasma pero nunca dentro del núcleo. Ambos tipos de orgánulos, los plastos y las mitocondrias, no sólo proliferan dentro de las células sino que se reproducen de forma distinta y en momentos distintos a los del resto de la célula en la que residen. Ambos tipos, probablemente 1000 millones de años después de su fusión inicial, retienen sus propias reservas reducidas de ADN. Los genes del ácido desoxirribonucleico (ADN) de los ribosomas de las mitocondrias todavía recuerdan sorprendentemente a los de las bacterias respiradoras de oxígeno que viven actualmente por su cuenta. Los genes ribosómicos de los plastos son muy parecidos a los de las cianobacterias. A principios de los setenta, cuando se compararon por primera vez las secuencias de nucleótidos del ADN de los plastos de las células algales con las secuencias de las cianobacterias de vida libre, ¡se descubrió que el ADN del cloroplasto era mucho más parecido al ADN de la cianobacteria que al ADN del núcleo de la propia célula algal!
Margulis, Planeta simbiótico.

## Consideración actual
En la actualidad se considera probada la interacción simbiogenética de tres de los cuatro simbiontes propuestos por Margulis (actual teoría de Endosimbiosis seriada); existiendo discrepancias sobre el detalle de la endosimbiosis del núcleo, y si sucedió una incorportación de las espiroquetas, día a día va adquiriendo mayor consenso esa primera incorporación propuesta por Margulis.

En mi opinión, los abrumadores datos de Gupta demuestran por encima de toda duda razonable la parte más radical de la teoría de Margulis. La célula eucariota original, incluso antes de la adición de las mitocondrias y los cloroplastos, no se formó por evolución darwiniana desde una arquea, como siguen sosteniendo Woese, Taylor y muchos otros científicos —y como explican pertinazmente cada vez más libros de texto—, sino por la fusión de una arquea con otra bacteria, una gram-negativa para ser exactos. Los genomas de ambas están todavía ahí, en cada célula de su cuerpo, amable lector, constituyendo su sacrosanto genoma nuclear. A esa fusión simbiótica inicial se añadieron luego las mitocondrias, y después los cloroplastos.
Sampedro, 2002, Deconstruyendo a Darwin

También se han considerado posibles alternativas a la propuesta por Margulis para explicar ese primer paso, mediante procesos graduales de transformación de la célula originaria, y otras alternativas que contemplan, igualmente, un origen simbiogenético diferente al postulado por Margulis:

La presencia de genes (eu)bacterianos en el núcleo de Giardia sugiere que la ausencia de mitocondrias en este y otros diplomónadas representa una pérdida secundaria. Esta posibilidad se ve apoyada por la presencia de mitocondrias vestigiales en los microsponidios, cuya cercanía filogenética con los hongos es conocida (Williams et al. 2002). Es decir, si las espiroquetas son de verdad los ancestros de la movilidad eucariótica y la mitosis (Margulis 1993), su adquisición como endosimbiontes no necesariamente tiene que haber tenido lugar antes de las mitocondrias. Es decir, me parece que la condición eucarionte, que está ligada en forma directa a la adquisición de endosimbiontes, comenzó cuando el ancestro de las mitocondrias contemporáneas penetró en el interior de una arqueobactenia y comenzó una transferencia masiva de genes eubacterianos al genoma del hospedero. Aunque ésta es una versión ortodoxa que rescata buena parte de los postulados iniciales de Margulis, permite explicar la presencia de genes de mitocondnia y de mitocondnias vestigiales en eucaniontes antiguos cuya anaerobosis es de origen secundario. Esta versión de la teoría endosimbiótica no contradice el papel de las espiroquetas en el origen de la motilidad eucariótica, pero al mismo tiempo deja abierta la posibilidad de que el aparato mitótico y, en general, la motilidad eucariótica, tengan un origen que nada tiene que ver con las espiroquetas —a pesar del enorme atractivo que en lo personal me despierta esta imagen.
Antonio Lazcano Araujo.

En todo caso:

Hoy en día existen  pruebas concluyentes a favor de la teoría de que la célula eucariota moderna evolucionó en etapas mediante la incorporación estable de las bacterias. Diferentes aportaciones justifican el origen de los cloroplastos y las mitocondrias a partir de estas.
Isabel Esteve, UAB.

Lynn Margulis a principios del año 2010 publicó un artículo científico en Biological Bulletin con sus últimas investigaciones sobre los cilios de las células eucariotas, con los que trato de fundamentar su hipótesis de un origen simbiótico de estas estructuras y la relación de estos con el origen de la mitosis: «Existen formas intermedias en las que no se puede ver si son cilios o espiroquetas (bacterias helicoidales). Ahora hemos obtenido cada paso, y eso es noticia».

Ahora tenemos cada paso y no hay eslabones perdidos en este tipo de simbiogénesis en la formación de cilios. Formamos relaciones con las espiroquetas pero cada paso está analizado. Para comprender este esquema hay que elegir cada elemento y ponerlo en orden porque en la naturaleza este orden no existe. Empezamos con un esquema teórico y en la vida tenemos ya exactamente lo que hemos predicho y todo va en la misma dirección.
Entrevista con Lynn Márgulis, Muchas de las cosas que nadie sabe de Darwin han pasado en Chile, SINC, 27/11/2009